# SGML
SGML (на английски: Standard Generalized Markup Language, произнася се [ес-джи-ем-ел], стандартен обобщен маркиращ език (СОМЕ)) е текстово базиран метаезик, който се използва за дефиниране на маркиращи езици за документи. SGML е наследник на GML (Generalized Markup Language (обобщен маркиращ език (ОМЕ)) на IBM, разработен през 1969 г. от Чарлз Голдфарб (Charles Goldfarb), Едуард Мошър (Edward Mosher) и Реймънд Лори (Raymond Lorie).
SGML осигурява разнородни маркиращи синтаксиси, които могат да се използват за много приложения.

## Първоначална употреба
Първоначално SGML е създаден, за да осигури споделянето на машинно-четими документи в големи проекти на правителството, правото и космическата индустрия, които трябвало да останат четими за няколко десетилетия – твърде дълъг период в информационните технологии. Използван e обширно и в печатната и издателската индустрия, но поради сложността си не става широко разпространено приложение.

## Производни
- Docbook
- XML
- HTML